# Route nationale 21 (Burkina Faso)
Pour les articles homonymes, voir Route nationale 21.
La route nationale 21 (RN 21) est une route du Burkina Faso allant de Koudougou à Néhourou puis rejoignant la frontière malienne. Sa longueur est d'environ 200 km.

## Historique
Afin de désenclaver la région de la Boucle du Mouhoun, le tronçon entre Didyr et Tougan aurait dû être entièrement bitumé en 2017-2018 sur 84 km grâce au financement – pour un montant de 29,622 milliard de francs CFA – de la Banque ouest-africaine de développement (BOAD), après une cérémonie de lancement présidée par le Premier ministre Paul Kaba Thiéba. Plusieurs mois après la cérémonie, les travaux n'avaient cependant toujours pas débutés.

## Tracé
- Koudougou
  - Réo
  - Bonyolo
  - Didyr
  - Sapala
  - Koin
- Toma
  - Biba
  - Siéna
  - Saran
  - Kassan
- Tougan
  - Kouy
  - Dissi
  - Dounkou
  - Dagalé
  - Kwarétocksel
  - Toéni
  - Louta
  - Loroni
  - Néhourou
- Frontière malienne